# Silaum
- Commons
- Wikispecies

Silaum é um género botânico pertencente à família Apiaceae.
1. ↑  «Silaum — World Flora Online». www.worldfloraonline.org. Consultado em 19 de agosto de 2020